# Kevin Talley
Kevin Talley (ur. 21 maja 1979 w San Antonio) – amerykański perkusista. Kevin Talley znany jest przede wszystkim z występów w zespołach Dying Fetus i DÅÅTH, których był członkiem, odpowiednio w latach 1997-2001 i 2006-2013.

## Życiorys
W 2009 roku dołączył do pochodzącego z Malediwów zespołu Nothnegal. W 2011 roku został członkiem amerykańskiej grupy Six Feet Under, w której zastąpił Grega Galla. Tego samego roku został także członkiem irlandzkiej grupy Grot. Wraz z Six Feet Under nagrał dwa albumy studyjne Undead (2012) i Unborn (2013), wkrótce potem muzyk opuścił zespół. Wcześniej, w 2012 roku wraz z Johnnym Roksem i Markusem Johanssonem założył heavymetalowy zespół Sylencer. W 2013 roku jako muzyk koncertowy dołączył do zespołu Suffocation. Rok później muzyk został oficjalnym członkiem tejże formacji. Również w 2013 roku perkusista zasilił szeregi grupy Feared.
Był także członkiem zespołów All the Way to the Bank, Chimaira, Consumned, Decrepit Birth, Horror of Horrors, Implore, Misery Index i WretchedPain. Kevin Talley jako muzyk koncertowy i sesyjny współpracował ponadto m.in. z takimi zespołami jak: Absence of the Sacred, Battlecross, Cattle Decapitation, DevilDriver, Hate Eternal, M.O.D., The Black Dahlia Murder, The Red Chord, Creative Waste i Throes. W 2002 roku Talley brał udział (bez powodzenia) w przesłuchaniach na perkusistę zespołu Slayer, do którego ostatecznie powrócił Dave Lombardo.
Muzyk został endorserem instrumentów firm Zildjian, DB Drum Shoes i Ahead Drumsticks. 

## Dyskografia
- Dying Fetus - Killing on Adrenaline (1998, Morbid Records)
- Dying Fetus - Grotesque Impalement (EP, 2000, Blunt Force Records)
- Dying Fetus - Destroy the Opposition (2000, Relapse Records)
- Misery Index - Overthrow (EP, 2001, Anarchos Records)
- Misery Index - Misery Index / Commit Suicide (2002, Willowtip Records, split z Commit Suicide)
- Soils of Fate - Crime Syndicate (2003, Forensick Music, sesyjnie)
- Misery Index - Dissent (EP, 2004, Anarchos Records)
- Chimaira - Chimaira (2005, Roadrunner Records)
- DÅÅTH - The Hinderers (2007, Roadrunner Records)
- DÅÅTH - The Concealers  (2008, Roadrunner Records)
- DÅÅTH - Dååth (2010, Century Media Records)
- Truth Corroded - Worship the Bled (2011, Ultimhate Records, sesyjnie)
- Science of Disorder - Heart, Blood and Tears... (2011, Ultimhate Records, sesyjnie)
- Nothnegal - Decadence (2012, Season of Mist)
- Wykked Wytch - The Ultimate Deception (2012, Goomba Music, sesyjnie)
- Six Feet Under - Undead (2012, Metal Blade Records)
- Absence of the Sacred - Come Hither O Herald Of Death (2012, Sonic Blast Media)
- Truth Corroded - The Saviours Slain (2013, Truth Inc. Records, sesyjnie)
- Metal Mike Chlasciak - The Metalworker (2013, C.M.M. Entertainment, sesyjnie)
- Six Feet Under - Unborn (2013, Metal Blade Records)
- Divine Disorder - Garden of Dystopia (2014, Inazuma Productions, sesyjnie)
- Bleeding Utopia - Darkest Potency (2014, Bleeding Music Records, sesyjnie)